# Carlo Reina
Pour les articles homonymes, voir Reina.
Carlo Reina (Côme, 9 octobre 1881 - Beregazzo, 17 juin 1935) est un soldat italien, officier décoré de l'armée royale (Regio Esercito) pendant la Première Guerre mondiale, l'un des protagonistes de la marche sur Fiume en septembre 1919.

## Biographie
Il est né à Côme le 9 octobre 1881  et entre dans l'armée royale (Regio Esercito) fréquentant l'Académie royale militaire d'infanterie et de cavalerie de Modène, à l'issue de laquelle il est affecté comme sous-lieutenant (sottotenente) à la cavalerie, régiment "Cavalleggeri di Lucca" (16e). Après l'entrée en guerre du royaume d'Italie, le 24 mai 1915, il demande et obtient un transfert dans l'infanterie, étant affecté à la brigade des "Granatieri di Sardegna". Combattant dans les tranchées du Karst, décoré d'une médaille d'argent pour sa participation à la bataille de Caposile (janvier 1918) et d'une médaille de bronze pour la valeur militaire, à la fin de la guerre, avec le grade de major (maggiore), il commandait le IIe Bataillon, 1º Régiment, Brigade "Granatieri di Sardegna".
Après la signature de l'armistice de Villa Giusti, et avec la fin des hostilités, la brigade "Granatieri di Sardegna", y compris le IIe bataillon, était en garnison dans la ville istrienne de Fiume. En raison d'accords entre les commandements alliés, le 25 août 1919, les grenadiers, sous le commandement du général Francesco Saverio Grazioli, doivent quitter la ville, en paradant parmi la population de Fiume qui tente de les retenir par des supplications et des manifestations d'italianisme, pour être remplacés par un contingent de troupes de diverses nationalités, dont des troupes françaises ouvertement pro-serbes. Il se rend à Venise, où Gabriele D'Annunzio vivait alors, et joue un rôle de premier plan[N 2] pour convaincre le " Vate ", un héros de guerre multi-décoré, de prendre la tête d'une force mixte de grenadiers et d'Arditi, et de prendre la ville de Fiume (Voir Entreprise de Fiume).
Le 11 septembre de la même année, D'Annunzio, bien que fiévreux, se rend à Ronchi dei Legionari à la tête d'un groupe de soldats, dont des volontaires suivant le lieutenant Guido Keller qui s'était procuré cinq voitures blindées Lancia 1Z et vingt-cinq camions Fiat 15ter sur lesquels la plupart des accusés prirent place. Le lendemain, les grenadiers sous le commandement du major Reina entreprirent la marche de Ronchi, et la colonne en mouvement fut progressivement rejointe par d'autres volontaires, dont deux divisions d'assaut d'Arditi qui étaient en fait censées la bloquer. Après avoir franchi la frontière garnie par les troupes du général Vittorio Emanuele Pittaluga, et après avoir rejoint la légion fiumaise de Giovanni Host-Venturi, D'Annunzio prend possession de la ville, acclamé par la population italienne et les volontaires présents sur place, et proclame l'annexion de Fiume à l'Italie.
Nommé chef d'état-major du commandement de la ville de Fiume, Reina tente, en vain, de faire respecter la discipline militaire aux troupes, et aux officiers qui arrivent donc quotidiennement dans la ville pour rejoindre les émeutiers, aidé par le commandant de la 8e division d'assaut, le major Giuseppe Nunziante, un officier nationaliste et légaliste,. Il a toujours été fortement opposé à toute dérive révolutionnaire circulant dans les cercles des légionnaires fiumais. Favorable à une solution politique du problème de Rijeka, contrairement à la dérive républicaine, à connotation quasi dictatoriale, entreprise par D'Annunzio, il était scandalisé par le régime de vie que lui et son "entourage" conservaient.
Le 31 octobre, les deux hommes entrent en conflit ouvert à propos du renvoi du lieutenant (tenente) Rosalli de Fiume, une décision vivement critiquée par D'Annunzio, qui est suivie d'un nouveau clash le 9 novembre, lorsque D'Annunzio se rend compte que Reina a secrètement demandé l'envoi d'un contingent de carabiniers d'Italie pour maintenir l'ordre public dans la ville.Le 28 novembre, D'Annunzio est arrêté et jugé pour trahison. Il est expulsé du territoire fiumais en janvier 1920, lorsqu'il atteint Zadar, où il reste jusqu'au mois de juillet suivant, date à laquelle il retourne en Italie. Les deux hommes ne se sont jamais réconciliés, malgré les tentatives de D'Annunzio. Il est toujours resté à l'écart du débat politique militaire de l'époque et n'a jamais adhéré au fascisme. Il quitte l'armée en 1929, avec le grade de lieutenant-colonel (tenente colonnello), et meurt à Beregazzo le 17 juin 1935 , laissant derrière lui sa femme, la comtesse Maria Braghenti.

## Décorations
- Médaille d'argent de la valeur militaire

« Il a brillamment conduit son bataillon à la conquête de positions fortement et tenacement défendues par l'adversaire, faisant de nombreux prisonniers et un abondant butin, puis résistant à de violentes contre-attaques. Deux jours plus tard, contraint par une violente attaque en force et par un bombardement intentionnel, de se replier en deuxième ligne, il a pu reconquérir les positions perdues et repousser l'ennemi, lui infligeant des pertes sérieuses, capturant de nombreux prisonniers et du matériel de guerre avec un esprit fort et suivi avec animation par ses troupes. »

— Capo Sila, 14-16 janvier 1918.
 - Médaille de bronze de la valeur militaire

« Capitaine aide de camp, lors des différentes batailles, il a rempli son mandat avec éloge, assistant son supérieur avec efficacité. Il a volontairement pris la direction de deux escouades envoyées pour enlever les clôtures ennemies à l'aide d'un dispositif spécial, réussissant les deux fois dans ses intentions, bien qu'il ait été soumis au feu intense des fusils de l'adversaire. »

— Selz, 25 mars-6 avril 1916.
 - Médaille commémorative de l'expédition de Fiume
 - Médaille commémorative de la guerre italo-autrichienne 1915-1918
 - Chevalier de l'Ordre de la Couronne d'Italie

## Source
- (it) Cet article est partiellement ou en totalité issu de l’article de Wikipédia en italien intitulé « Carlo Reina » (voir la liste des auteurs).